# Copa Tarjeta Línea Propia de Telefónica CTC Chile 2003
La Copa Tarjeta Línea Propia de Telefónica CTC Chile 2003 fue una competencia amistosa de fútbol disputada dos veces en ese año y en la que participaron Colo-Colo, Everton y Universidad de Chile.
En la primera edición se enfrentaron Everton y Colo-Colo, con triunfo de este último por 3-2, mientras que en la segunda edición tuvo lugar el Superclásico, con victoria por 3-0 de Universidad de Chile. Ambos encuentros se disputaron en enero.

## Equipos participantes
- Colo-Colo
- Everton
- Universidad de Chile

## Primera edición
El partido, disputado en enero en el Estadio Sausalito de Viña del Mar, lo ganó Colo-Colo por 3-2, obteniendo así su segundo título de la Copa Tarjeta Línea Propia de Telefónica CTC Chile.
El cotejo fue transmitido en directo por Canal 13.
| Copa Tarjeta Línea Propia de Telefónica CTC Chile 2003 I edición; 22 de enero de 2003, 22:00 | Everton                    | 2:3 (0:3) | Colo-Colo                       | Estadio Sausalito, Viña del Mar (Chile) |                                 |
|                                                                                              | Pereyra 55' · González 75' | Reporte   | Quinteros 16', 40' · Madrid 34' | Asistencia: 15.000 espectadores         | Asistencia: 15.000 espectadores |

### Campeón
| Campeón Colo-Colo |

## Segunda edición
El partido, disputado en enero en el Estadio Germán Becker de Temuco, lo ganó Universidad de Chile por 3-0, obteniendo así su tercer título de la Copa Tarjeta Línea Propia de Telefónica CTC Chile.
El cotejo fue transmitido en directo por Canal 13.
| Copa Tarjeta Línea Propia de Telefónica CTC Chile 2003 II edición; 31 de enero de 2003, 22:00 | Colo-Colo | 0:3 (0:1) | Universidad de Chile          | Estadio Germán Becker, Temuco (Chile) |  |
|                                                                                               |           | Reporte   | Pinilla 35', 52' · Olarra 72' |                                       |  |
| Pinilla (Universidad de Chile).                                                               |           |           |                               |                                       |  |

### Campeón
| Campeón Universidad de Chile |